# سفارة دولة فلسطين لدى هولندا
سفارة دولة فلسطين لدى هولندا هي الممثلية الدبلوماسية العُليا لدولة فلسطين لدى هولندا. تقع السفارة في لاهاي.